# El gust dels altres
El gust dels altres (originalment en francès, Le goût des autres) és una pel·lícula francesa de l'any 2000 dirigida i escrita per Agnès Jaoui. El guió també va estar a càrrec de Jean-Pierre Bacri i protagonitzada per Bacri, Anne Alvaro, Alain Chabat, Agnès Jaoui, Gérard Lanvin i Christiane Millet. S'ha subtitulat al català.

## Sinopsi
Un empresari coneix a una actriu que és amiga d'una cambrera, la qual coneix a un guàrdia de seguretat que treballa amb un xofer, al servei d'una decoradora, dona d'un empresari que voldria travar amistat amb artistes... Aquest film mostra com la diferència d'ambient i educació impossibilita certes relacions. És la història d'uns personatges que no haurien d'haver-se conegut perquè les barreres culturals que els separen són insalvables.

## Repartiment
- Jean-Pierre Bacri - Jean-Jacques Castella
- Anne Alvaro - Clara Devaux
- Alain Chabat - Bruno Deschamps
- Agnès Jaoui - Manie
- Gérard Lanvin - Franck Moreno
- Christiane Millet - Angélique Castella
- Wladimir Yordanoff - Antoine
- Anne Le Ny - Valérie
- Brigitte Catillon - Béatrice Castella
- Raphaël Defour - Benoît
- Xavier de Guillebon - Weber

## Recepció
Actualment ocupa el catorzè lloc a Rotten Tomatoes com la pel·lícula millor revisada, amb crítiques 100% positives, basades en 57 crítiques. El consens crític afirma que «El gust dels altres és una comèdia fresca i enginyosa sobre l'atracció dels oposats. Els personatges són ben dibuixats i atractius i les seves interaccions socials són creïbles».

## Nominacions i premis
- Premis Oscar[6]
  - Millor pel·lícula internacional - Nominada
- Premis César[7]
  - Millor pel·lícula
  - Millor guió
  - Millor Actor (Jean-Pierre Bacri) - Nominat
  - Millor actor de repartiment - (Gérard Lanvin) - Guanyador
  - Millor actriu de repartiment - (Anne Alvaro) - Guanyadora
  - Millor direcció (Agnès Jaoui) - Nominada
  - Millor muntatge (Hervé de Luze) - Nominat
  - Millor actor de repartiment (Alain Chabat) - Nominat
  - Millor actriu de repartiment (Agnès Jaoui) - Nominada
- David de Donatello
  - Millor pel·lícula estrangera
- Premis de Cinema Europeu
  - Millor guió (Jean-Pierre Bacri i Agnès Jaoui)
  - Millor pel·lícula -Nominada
  - Descobriment europeu de l'any (Agnès Jaoui) - Nominada
- Festival Internacional de Cinema de Mont-real[8]
  - Gran premi de les Amèriques (Agnès Jaoui)